# Sankt Koloman
Sankt Koloman est une commune autrichienne du district de Hallein dans l'État de Salzbourg.